# Annona bullata
Annona bullata là loài thực vật có hoa thuộc họ Na. Loài này được A.Rich. mô tả khoa học đầu tiên năm 1845.